# Sor Bang
Sor bang (thailändisch ซอบั้ง, oder sor krabok, ชอกระบอก) ist eine zweisaitige Bambusröhrenzither, die im Nordosten von Thailand, dem Isan, gespielt wird.
Der Klangkörper besteht aus Bambus. Der Klang wird mit Hilfe eines Bogens erzeugt, der aus Holz oder Bambus gefertigt wird und zwischen dessen Enden Rosshaar gespannt ist.
Die sor bang wird als Soloinstrument oder in Ensembles eingesetzt und begleitet den Gesang, Boxkämpfe oder den Phu Thai-Tanz.